# Jüdische Gemeinde Merzhausen
Die jüdische Gemeinde von Merzhausen, der auch die Juden in Willingshausen und Schrecksbach angehörten, bestand vom 17. Jahrhundert bis 1938. Bereits im Jahre 1646 gab es fünf jüdische Haushaltungen in Merzhausen, und 1743/44 waren es zehn Familien. Auch in Willingshausen lebten spätestens im 18. Jahrhundert jüdische Familien. Die Gemeinde gehörte zum Rabbinatsbezirk Oberhessen mit Sitz in Marburg.

## Einwohnerzahlen
1837 waren 72 Einwohner von Merzhausen jüdisch (von insgesamt 633 Einwohnern). 1861 waren es 75 (von 710). Danach erfolgte eine allmähliche Abwanderung in die Städte und in die USA: 1871 lebten noch 61, 1885 nur noch 36 und 1905 noch 45 Juden in Merzhausen. Um 1924 lebten noch 35 Personen in 14 Haushalten in Merzhausen. 1933 gab es nur noch sieben Familien mit insgesamt 20 Personen und 1939 wurden nur noch neun jüdische Einwohner gezählt. Die meisten von ihnen wurden in Vernichtungslager deportiert und wurden dort ermordet.
In Willingshausen waren 30 von insgesamt 645 Einwohnern 1842 jüdisch, 1861 waren es 45, 1905 noch 25, 1924 noch 21 und 1933 nur noch fünf Familien. In Schrecksbach lebten 1835 10 jüdische Einwohner, 1861 dann 27 und 1905 nur noch sechs; 1933 war nur noch eine Familie geblieben.
Die jüdischen Familien der Gemeinde lebten überwiegend vom Textil- oder Viehhandel und in Merzhausen wohnte die Mehrzahl von ihnen in der noch heute „Judengasse“ genannten Straße.

## Gemeindeeinrichtungen
An Einrichtungen bestanden eine Synagoge, eine jüdische Schule, eine Mikwe (rituelles Bad) und ein Friedhof. 
Eine Synagoge für die in den drei Orten lebenden jüdischen Personen gab es nur in Merzhausen. Es war ein einfaches Fachwerkgebäude schräg hinter der Schule. In der Reichspogromnacht im November 1938 wurde sie geschändet, ausgeraubt und teilweise zerstört. Der Bau wurde bis 1951 als Scheune genutzt und dann abgebrochen. 
Die israelitische Elementarschule wurde in den Jahren 1833/36 eingerichtet. Die Gemeinde beschäftigte einen Lehrer, der auch als Kantor und Schochetim (Schächter) amtierte. 1878/79 wurde die Schule geschlossen, da die Gemeinde zahlenmäßig geschrumpft und finanziell verarmt war und keinen Lehrer mehr bezahlen konnte. Im Jahre 1886 wurde die Schule wieder eröffnet, da es wieder 20 Schulkinder gab. 1924 gingen noch acht, 1931/32 nur noch sieben schulpflichtige Kinder zur jüdischen Schule, die dann 1932 endgültig geschlossen wurde. Das Schulhaus, in dem auch der Lehrer gewohnt hatte, wurde verkauft und zu einem Wohnhaus umgebaut (früher Dorfstr. 10, heute Ziegenhainer Str. 30).
Das Ritualbad der Gemeinde, ein etwa 3 × 4 m großes gemauertes Becken, befand sich im einstigen Haus Nr. 61. Es wurde bis Anfang des 20. Jahrhunderts genutzt. Das Haus wurde um 1931 abgerissen. 
Der 626 m² große jüdische Friedhof an der Waldstraße hinter dem Försterhaus, in der NS-Zeit geschändet und 1945 wieder hergerichtet, ist noch erhalten. Die letzte Bestattung dort erfolgte 1947, als der letzte jüdische Einwohner des Dorfes, der ins Ghetto Theresienstadt deportiert worden war und, zurückgekehrt nach Merzhausen, an den Folgen seiner im Lager erlittenen Misshandlungen verstarb.
An jüdischen Vereinen gab es den Wohltätigkeitsverein „Chewras Gemilus Chassodim“ und den „Israelitischen Männerverein“.

## Opfer des Holocausts
- Von den in Merzhausen geborenen und/oder längere Zeit am Ort wohnhaften jüdischen Personen kamen in der NS-Zeit 22 ums Leben, die älteste geboren 1856, die jüngste 1935.
- Von den in Willingshausen geborenen und/oder längere Zeit dort wohnhaften jüdischen Personen kamen zehn in der NS-Zeit um, der älteste 1873, der jüngste 1908 geboren.
- Von den in Schrecksbach geborenen und/oder längere Zeit dort wohnhaften jüdischen Personen kamen in der NS-Zeit mindestens drei um, die älteste geboren 1868, die jüngste 1886.[2]

## Gedenken
Anfang Oktober 2016 wurde vom „Arbeitskreis Dorferneuerung Merzhausen“ im Rahmen des Projektes „Erlebbare Geschichte Merzhausen“ eine Informationstafel über die jüdische Gemeinde Merzhausen am Eingang der Judengasse aufgestellt. Außerdem wurden Hinweisschilder für das frühere jüdische Schulhaus und den jüdischen Friedhof sowie auf die ehemalige Synagoge und die abgebrochene Mikwe angebracht.

## Persönlichkeiten
- Sara Nussbaum (1868–1956), deutsche Rot-Kreuz-Schwester und Überlebende des Holocaust